# Americhernes muchmorei
Americhernes muchmorei es una especie de arácnido  del orden pseudoscorpionida de la familia Chernetidae.

## Distribución geográfica
Se encuentra en Queensland (Australia).